# Cộng hòa Nga
Cộng hòa Nga (tiếng Nga: Российская республика, IPA: [rɐˈsʲijskəjə rʲɪsˈpublʲɪkə]) là một chính thể được thành lập sau Cách mạng Nga với lãnh thổ kế thừa phần lớn diện tích của Đế quốc Nga. Chính thể này chỉ tồn tại trong vài tháng trước khi cáo chung bởi sự kiện Cách mạng Tháng Mười.
Chính thức, chính phủ Cộng hòa là Chính phủ lâm thời, mặc dù sự kiểm soát thực tế của đất nước và các lực lượng vũ trang của nó đã được chia giữa Chính phủ lâm thời và Liên Xô Petrograd.

Thuật ngữ Cộng hòa Nga đôi khi được sử dụng sai lầm trong khoảng thời gian giữa sự thoái vị của Hoàng đế Nikolai II vào ngày 2 tháng 3 năm 1917 (ngày 15 tháng 3, NS) và tuyên bố của Cộng hòa vào tháng Chín. Tuy nhiên, trong thời gian đó tình trạng của chế độ quân chủ trong tương lai vẫn được giải quyết.

## Các tổ chức chính
- Chính phủ lâm thời Nga